# П'єр де ля Рю
П'єр де ля Рю (фр. Pierre de la Rue, бл. 1452, Турне — 20 листопада 1518, Кортрейк) — франко-фламандський композитор, зазвичай вважається представником третьої нідерландської школи поліфоністів.

## Біографія
Народився у Турне (нині — Бельгія). У 1469—1492 роках півчий у різних великих церквах Європи: в Брюсселі, Генті, Кельні, Хертогенбосі. У 1492—1516 роках півчий, потім композитор при бургундському дворі Габсбургів, у складі придворного супроводу двічі (у 1501—1503 і в 1506) їздив до Іспанії. Завдяки зв'язкам композитора з багатим габсбурзьким двором рукописи П'єра де ля Рю були виконані розкішно і добре збереглися до наших днів.
Основна частина творчої спадщини П'єра де ла Рю — церковна музика: меси (збереглося більше 30), найвідоміші 6-голосна «Ave sanctissima Maria», в якій широко застосовується техніка канону, 5-голосний реквієм, магніфікати (цикл із 8 магніфікати по 8 церковним тонам, можливо, перший такий цикл в історії музики), мотети. Серед мотетів (23) виділяється 6 п'єс на текст «Salve regina». Знаменитий мотет «Absalon fili mi», що раніше приписували Жоскену, нині вважається належним П'єру де ля Рю. Автор більше 20 світських багатоголосих п'єс (у тому числі шансони і рондо). Велика кількість світських п'єс, у тому числі на поетичні тексти Маргарити Австрійської, можливо також належать П'єру де ля Рю, проте традиція зберегла їх анонімно.